# Франц Мельде

Стоячі хвилі, в яких кожна нерухома точка є вузлом

Франц Емі́ль Ме́льде (нім. Franz Emil Melde; 11 березня 1832 Гросенлюдер, Фульда — 17 березня 1901, Марбург) — німецький професор фізики. Закінчив Марбурзький університет, де був учнем професора математики Хрістіана Людвіга Ґерлінга. Згодом Франц Мельде там викладав, зосередившись передусім на дослідженнях в акустиці, а також зробив певний внесок у вивчення капілярних явищ і поверхневого натягу та метеорологію. З 1860 він розпочав працювати асистентом Хрістіана Людвіга Ґерлінга в університетському фізико-математичному інституті, де замінив його на посаді у 1864.
Мельде відкрив явище стоячих хвиль, він же увів сам термін «стояча хвиля» (нім. stehende Welle) близько 1860 року. У науці відомий експеримент Мельде (1859), що використовувався для демонстрації у лекційній аудиторії стоячих хвиль та їх форми на струні, і дозволяв виміряти швидкість синусоїдальних хвиль та визначати вплив зусилля натягу, довжини та маси струни на поперечні хвилі у ній. У досліді, що є класичною демонстрацією параметричного резонансу, спостерігалось збудження поперечних коливань (стоячих хвиль) у струні, прикріпленій одним кінцем до ніжки камертона, коливання якого періодично змінюють натяг струни з частотою, у двічі більшою за частоту власних поперечних коливань.
Франц Мельде був членом німецького студентського земляцтва (нім. Landsmannschaft). У 1885 його було обрано членом Леопольдини і у 1893 удостоєно срібної медалі Всесвітньої виставки у Чикаго.
Його наукові здобутки публікувались переважно у статтях в журналі «Poggendorff's Annalen», а також викладені у його підручнику «Akustik» (1883).

## Наукові праці
- Ueber einige krumme Flächen, welche von Ebenen parallel einer bestimmten Ebene durchschmittsfigur einen Kegelschnitt liefern (thesis, 1859)
- Über Erregung stehender Wellen eines fadenförmigen Körpers // Poggendorffs Annalen der Physik und Chemie (Serie 2), Bd. 109, 1859, S. 193—215 [Утворення стоячих хвиль у струні]
- Das Monochord und Farbenspectrum [Монохорд і спектр кольорів] (1864)
- Experimentaluntersuchungen über Blasenbildung im Kreisförmig cylindrischen Röhren [Експериментальні дослідження утворення бульбашок у круглоциліндричних трубах] (1868)
- Akustik: Fundamentalerscheinungen und Gesetze Einfach Tönender Körper, — Leipzig, 1883 (підручник з акустики).
- Measurement of Time [Theorie und Praxis der astronomischen Zeitbestimmung] (1876)
- Chladni's Lebe und Wirken [Життя і робота Хладні] (1888)
- Die wolkenlosen Tage, beobachtet in den Jahren 1866 bis 1894 an der meteorologischen Station Marburg [Безхмарні дні, що спостерігалися на метеостанції в Марбурзі протягом багатьох років 1886—1894] (1895)
- Estimation of the Upper Limit of Audibility [Оцінка верхньої межі чутності]